# Ophidiasteridae
De Ophidiasteridae zijn een familie van zeesterren uit de orde van de Valvatida.

## Geslachten
- Andora A.M. Clark, 1967
- Bunaster Döderlein, 1896
- Celerina A.M. Clark, 1967
- Certonardoa H.L. Clark, 1921
- Cistina Gray, 1840
- Copidaster A.H. Clark, 1948
- Dactylosaster Gray, 1840
- Devania Marsh, 1974
- Dissogenes Fisher, 1913
- Drachmaster Downey, 1970
- Ferdina Gray, 1840
- Gomophia Gray, 1840
- Hacelia Gray, 1840
- Heteronardoa Hayashi, 1973
- Leiaster Peters, 1852
- Linckia Nardo, 1834
- Narcissia Gray, 1840
- Nardoa Gray, 1840
- Oneria Rowe, 1981
- Ophidiaster L. Agassiz, 1836
- Paraferdina James, 1976
- Pharia Gray, 1840
- Phataria Gray, 1840
- Plenardoa H.L. Clark, 1921
- Pseudophidiaster H.L. Clark, 1916
- Sinoferdina Liao, 1982
- Tamaria Gray, 1840

## Afbeeldingen

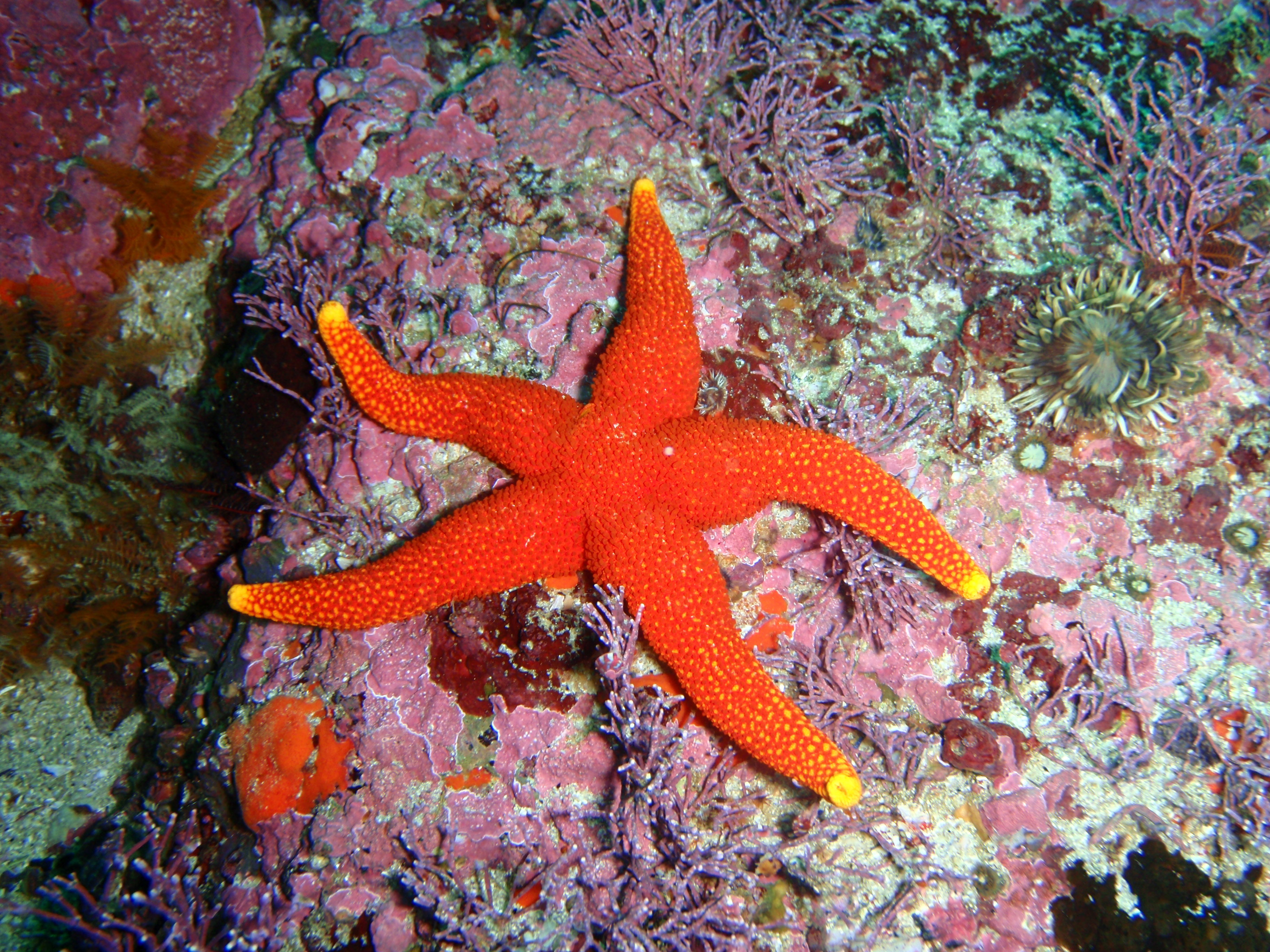
Austrofromia schultzei
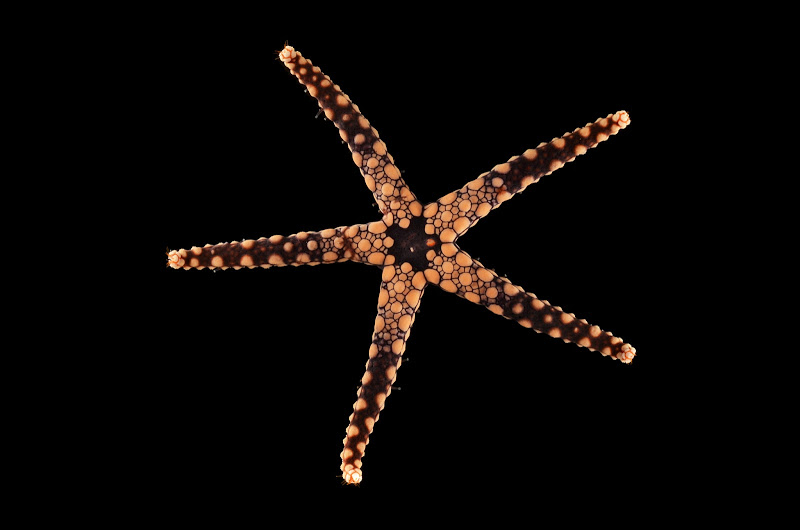
Celerina heffernani
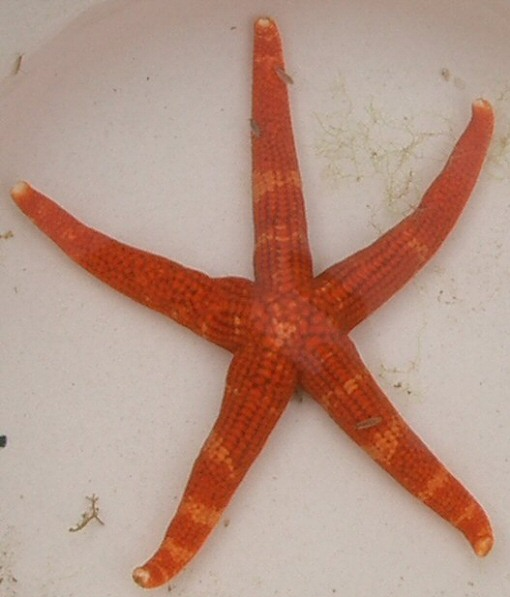
Certonardoa semiregularis
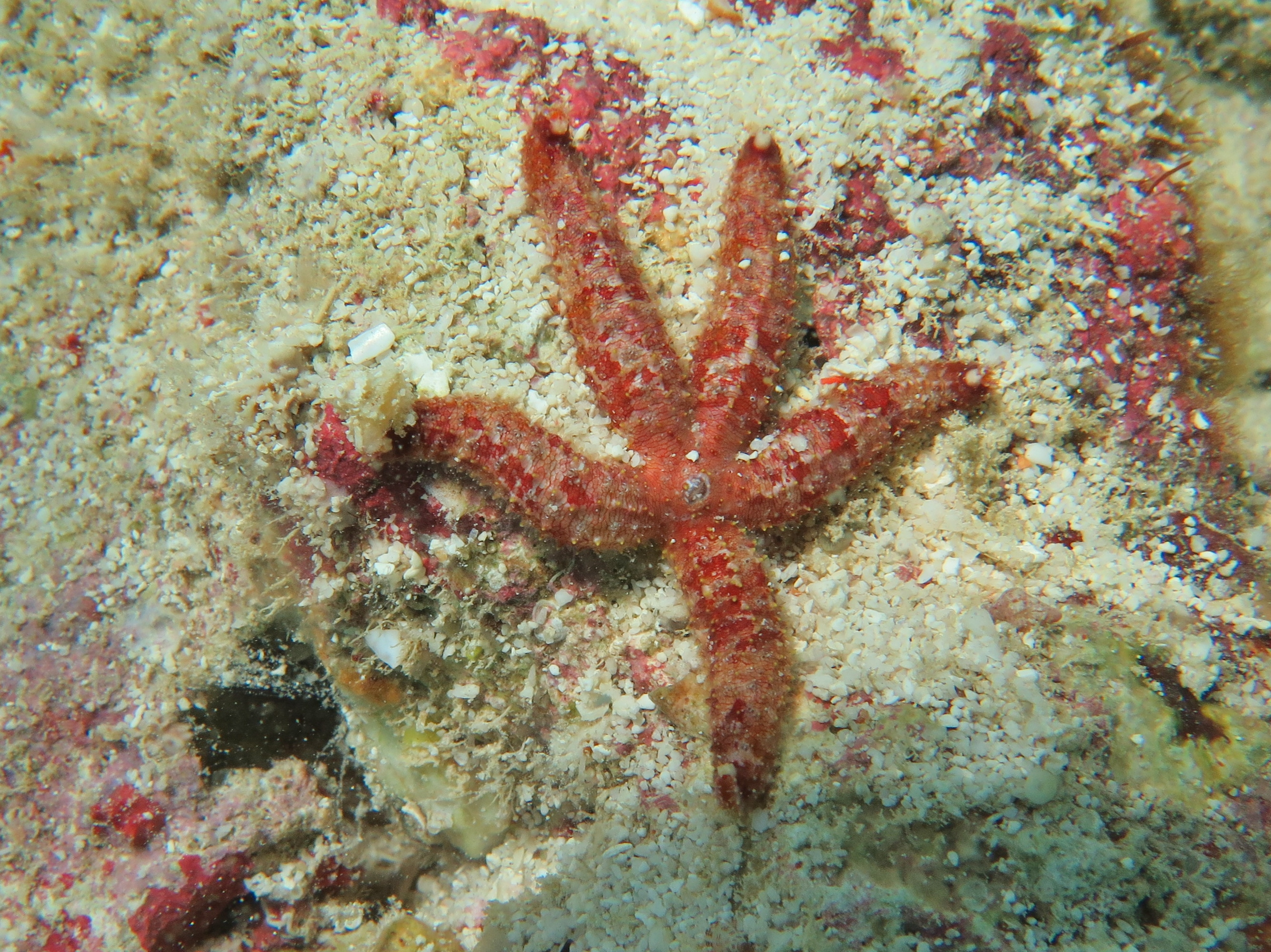
Cistina columbiae
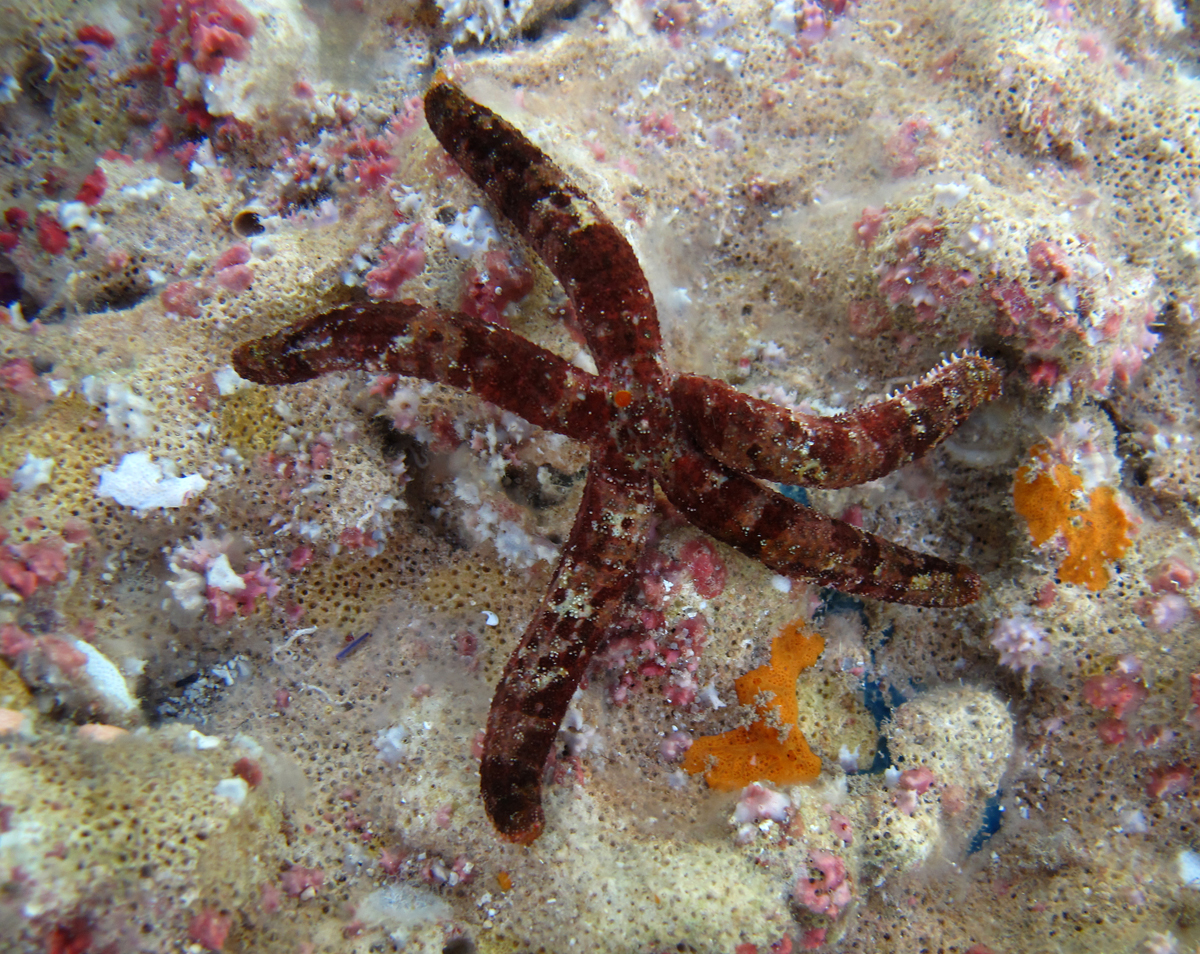
Dactylosaster cylindricus
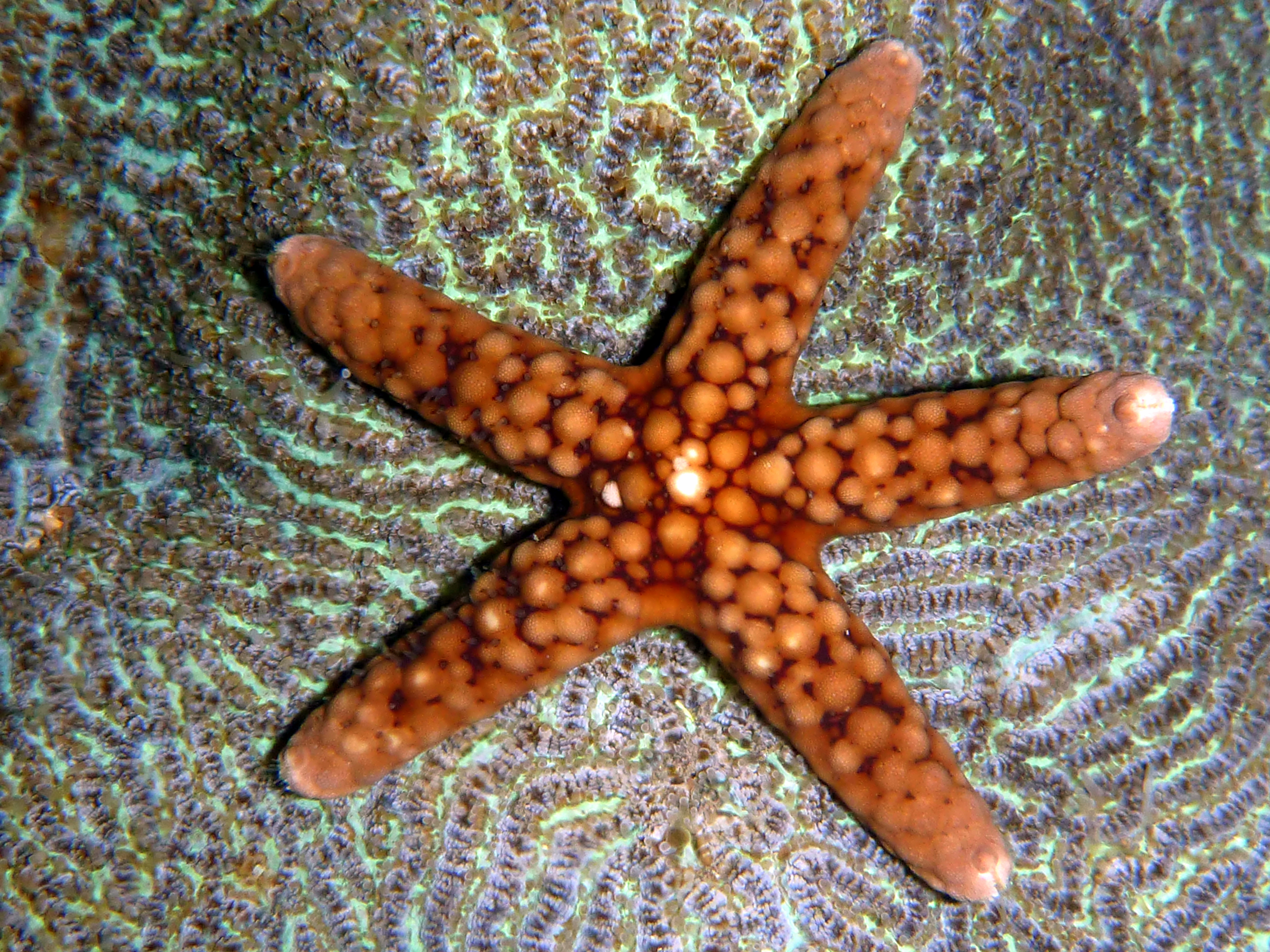
Ferdina flavescens
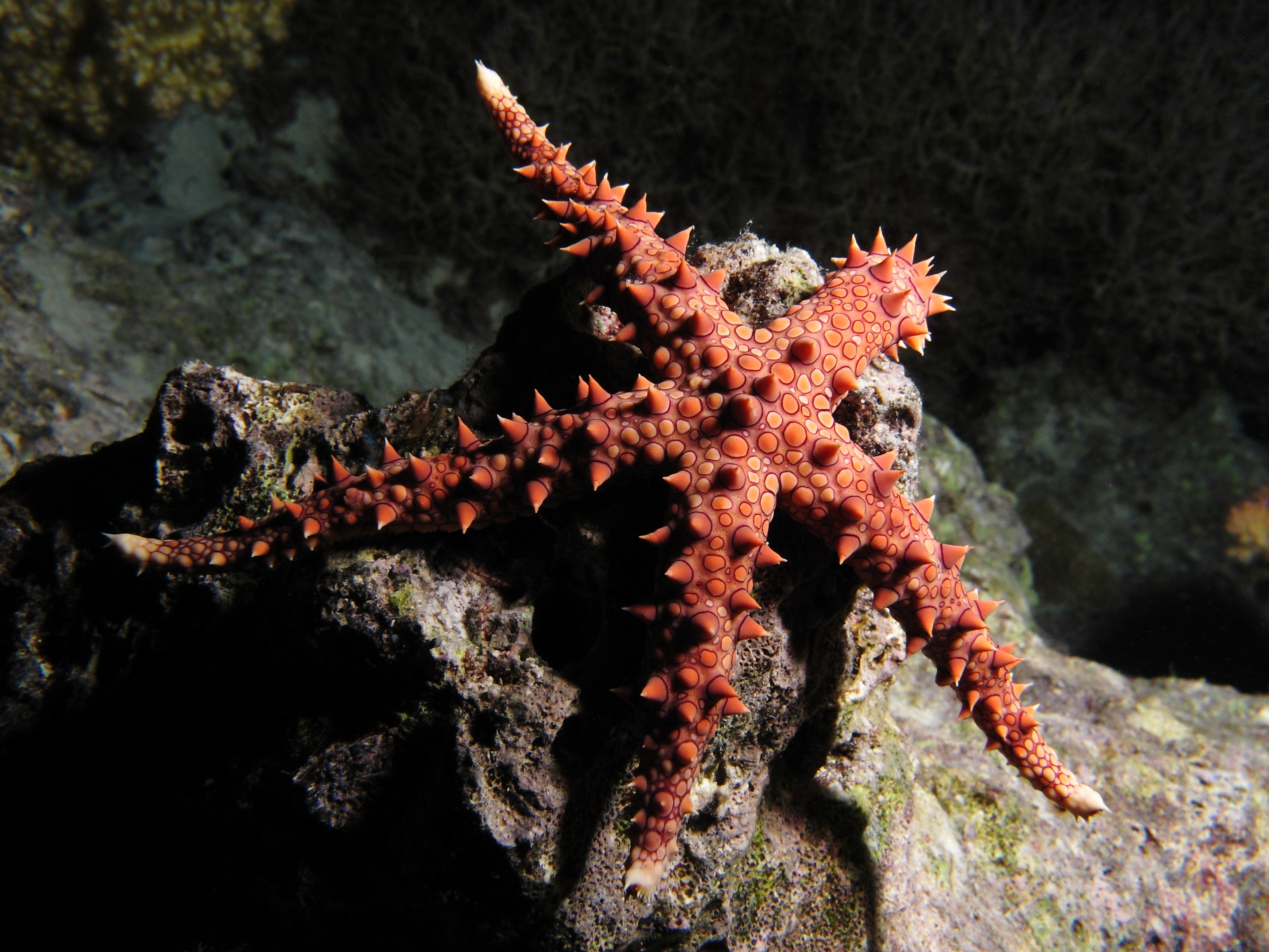
Gomophia egyptiaca
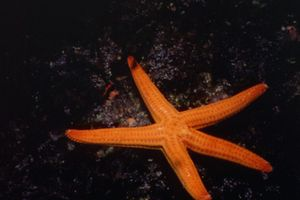
Hacelia attenuata
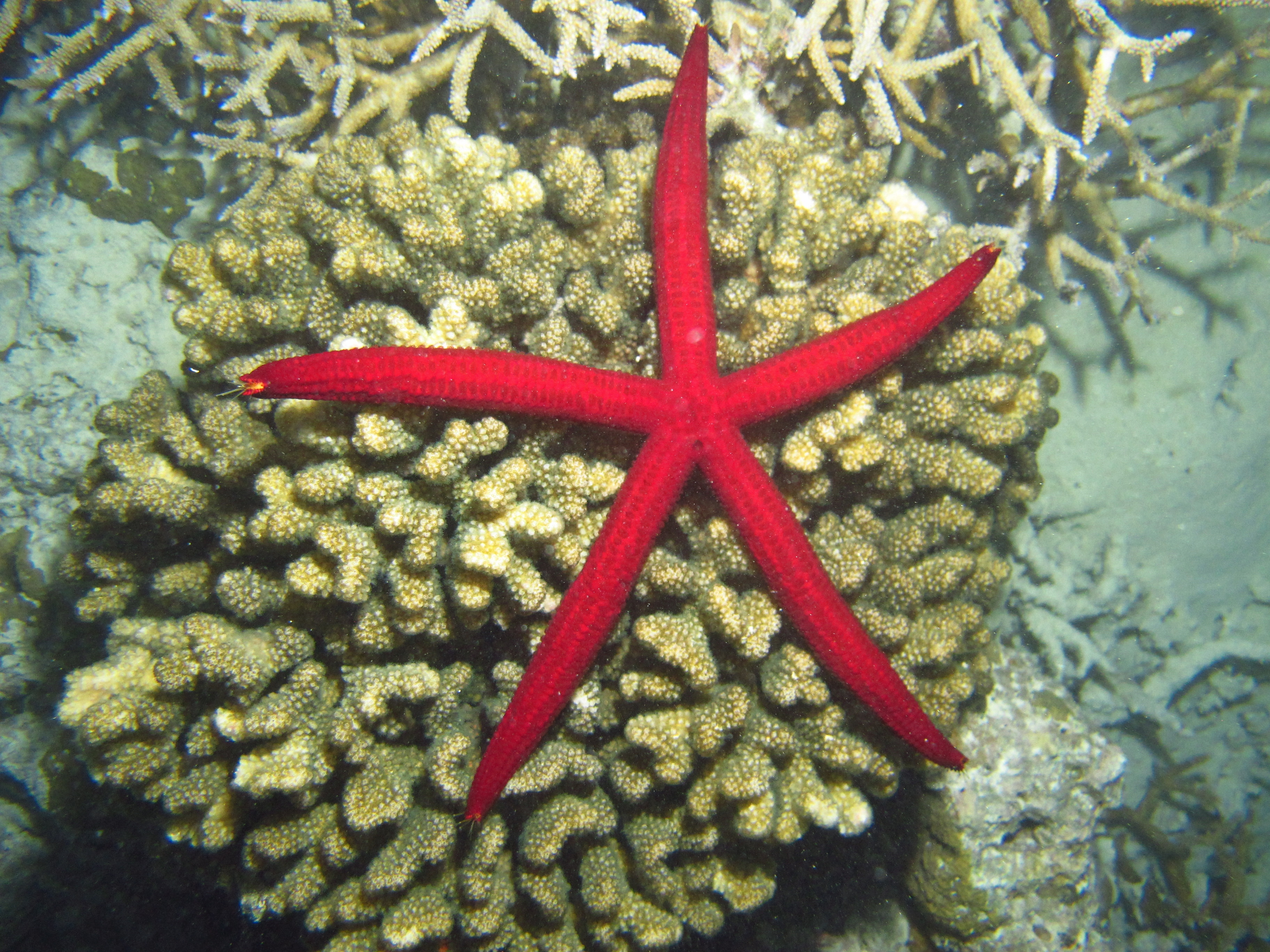
Leiaster speciosus
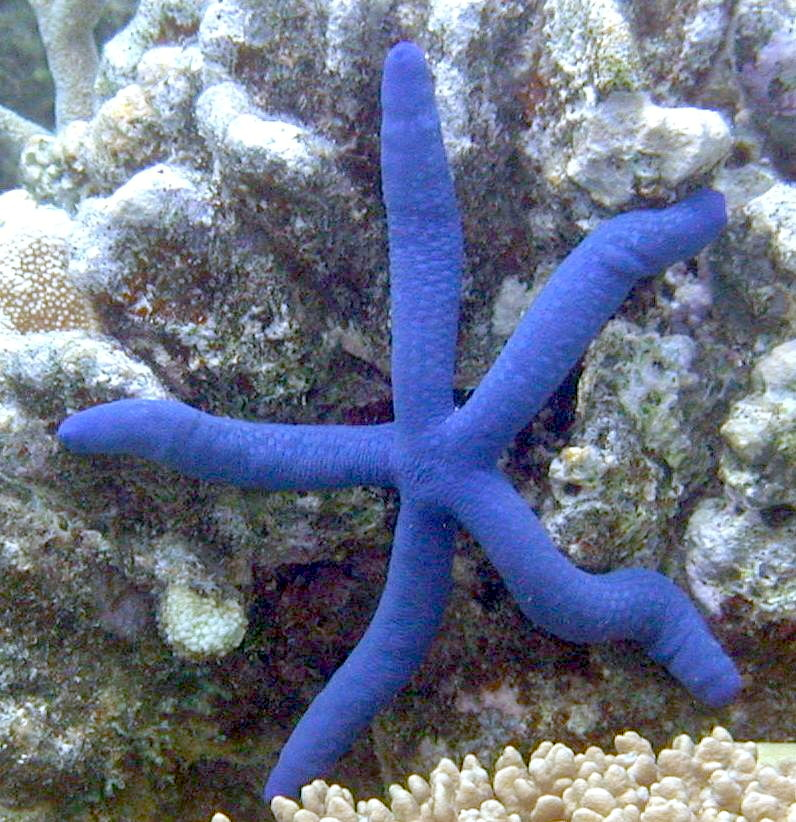
Linckia laevigata
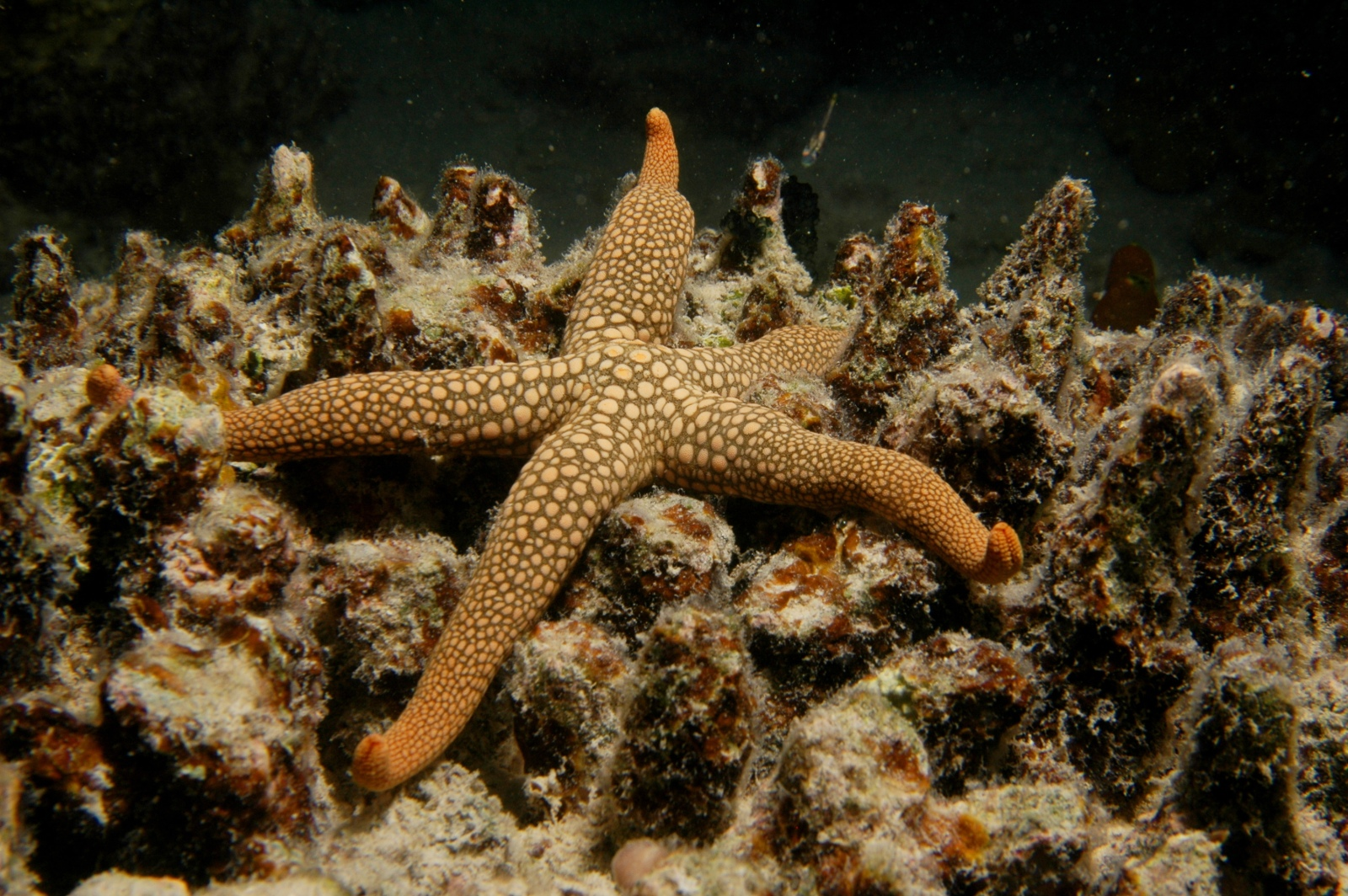
Nardoa novaecaledoniae
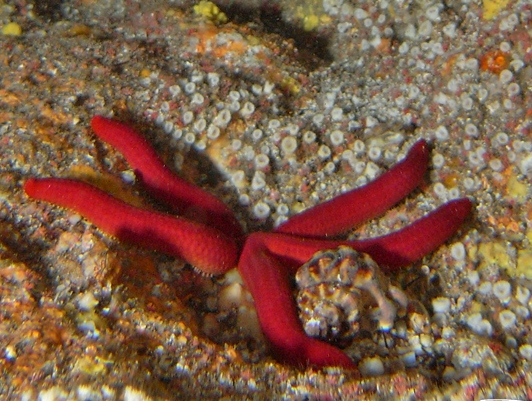
Ophidiaster ophidianus
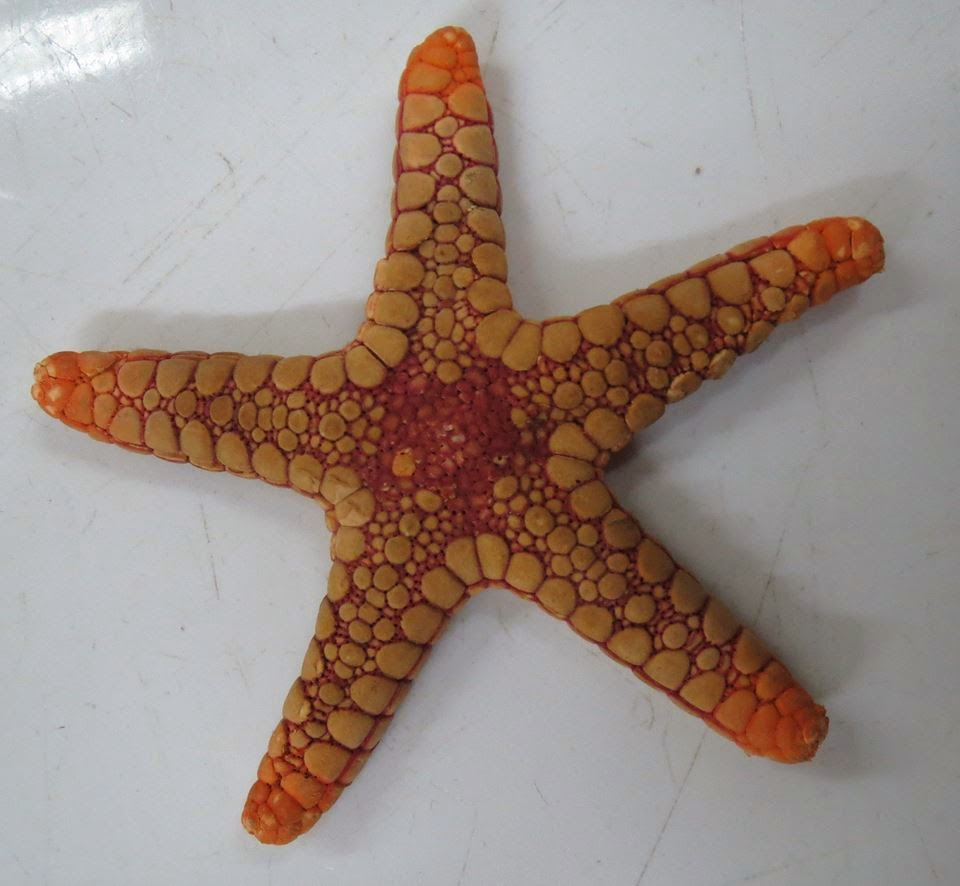
Paraferdina sohariae
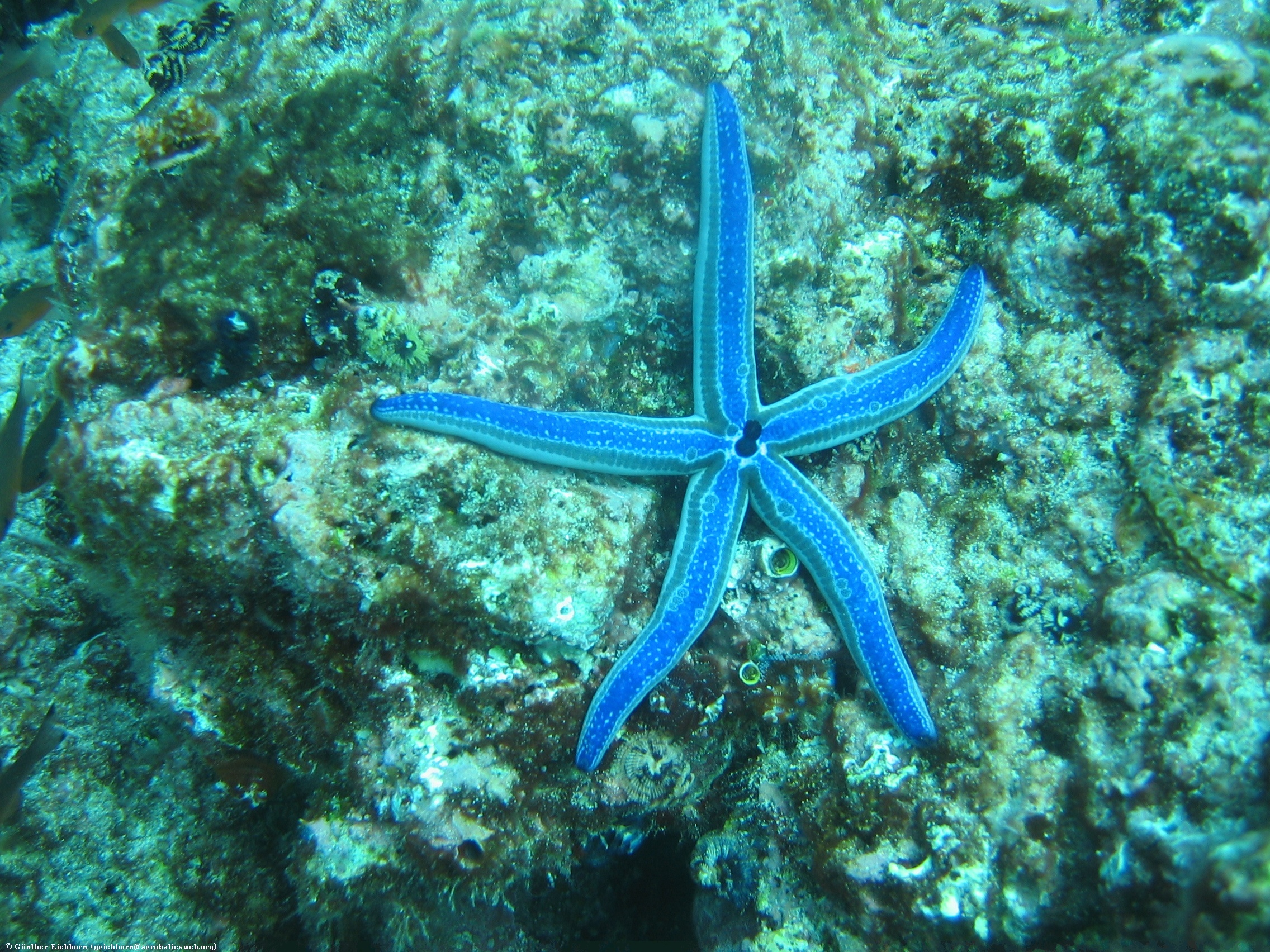
Phataria unifascialis
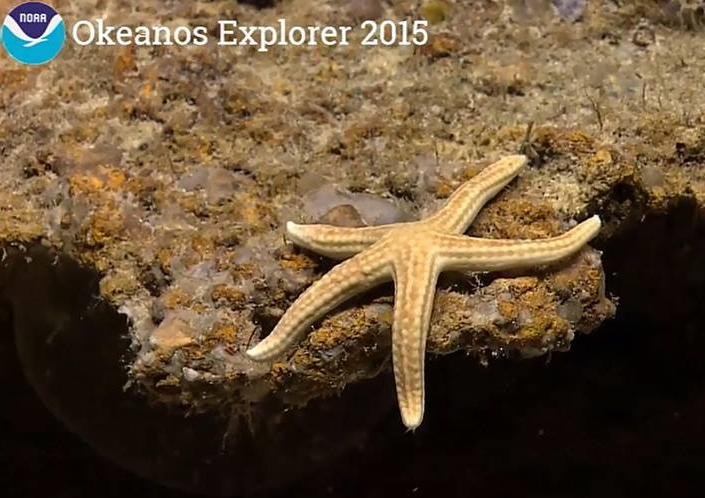
Tamaria halperni